# Finanční aféra doktora Mészárose
Finanční aféra doktora Mészárose byla největší padělatelskou aférou v dějinách Československa. Aféra probíhala od počátku 20. let 20. století. Hlavní osobou byl doktor Gyula Mészáros (česky Julius).

## Průběh aféry

### První výskyt padělků
První padělaná pětisetkoruna se objevila 6. června 1921 – toho dne pobočka Eskomptní banky ve Varnsdorfu obdržela 8 padělaných bankovek. Zaslala je Löbauer Bank ze Žitavy. 10. června vydala emisní banka cirkulář, který upozorňoval o výskytu padělků. Od toho dne si všichni dávali větší pozor na bankovky s nominální hodnotou 500 korun. 12. června nahlásili padělanou pětisetkorunu v Liberci a pak to šlo téměř denně. 21. června 1921 ohlásila telefonicky četnická stanice v Roudnici nad Labem pražskému policejnímu ředitelství, že na tamější poštovní úřad došel pro lobkovickou lesní správu dopis, ve kterém se nacházelo 40 bankovek v hodnotě 500 korun. 36 z těchto bankovek však bylo falešných. Stopa směřovala k odesílateli dopisu – tím byla filiálka Anglo-rakouské banky v Praze. Zde vyšetřovatelé objevili dalších 608 padělaných pětisetkorun.

### Vyšetřování
Pražský policejní inspektor Křížek se přesunul do Vídně. Tam byl informován o návštěvě vídeňského bankovního domu Reitler a spol. jakýmsi obchodníkem Blauem a ženou z Bratislavy, který si zde vyměnil 403 československých pětisetkorun (tedy něco přes 200 000 korun). Sto tisíc bylo téhož dne prodáno na burze Anglo-rakouské bance ve Vídni, dalších sto tisíc poslali ve dvou dopisech na pražskou filiálku – odtud se padělky dostaly do Roudnice. Od vídeňské policie pak byly ostatní bankovní domy informovány o situaci. V dalších dnech se pan Blau objevil v peněžním domě Goldschmidt a spol., kde chtěl vyměnit 800 pětisetkorun. Tam už věděli, co je zač, a odpoledne, kdy si měl přijít pro směněné peníze, ho zatkli vyšetřovatelé. Nakonec se zjistilo, že pan Blau je ve skutečnosti Ludwig Klein z Vídně a dotyčná žena je jeho manželka Johanna. Manželé udali celkem 1993 padělků. Z výslechů jim vzešlo jméno Josefa Kastnera. Přes něj se přišlo na dvě důležité osoby aféry – Endre Györffy a Gyula Trautmann, který se později přiznal, že se ve skutečnosti jmenuje Gyula Mészáros. Györffy, který šel navštívit Kastnera, nesl s sebou 1600 padělků. Dále u něj doma bylo nalezeno 3 600 000 korun v padělaných pětisetkorunách, na zahradě dalších 350 000. Celkem se přišlo na 5 050 000 padělaných československých korun. Peníze měl prý od nějakého Miksy Singera. Kastner byl po několika dnech zatčen v Budapešti. Později i Singel a s ním i jeho komplic jistý Friediger. Budapešťská policie přišla výpovědí Kastnera a Friedigera na to, že padělky byly tisknuty v některé tiskárně ve Štýrském Hradci. Konkrétnější byla až stopa, kterou přinesla na policejní ředitelství nějaká dáma, která tvrdila, že Mészáros, o kterém se píše v novinách, si u ní nechal balíček. V něm byly nalezeny faktury za papír vystavené na Rohrovu tiskárnu ve Štýrském Hradci a i na vídeňský tiskařský závod Karla Wottitze. Tiskárnu ve Štýrském Hradci si Wilhelm Wottitz pronajal od majitelky na dva měsíce za 200 000 korun (není jasné, jestli rakouských nebo maďarských). Wilhelm Wottitz se spolupracovníky zde dřeli denně od 8 do 20:30. Vyšetřovatelé pak našli 21. července 1921 v Rohrově tiskárně důkazy, které potvrzovaly, že se v tiskárně tiskly padělky. V prosinci 1922 se na československém vyslanectví v Budapešti objevil jakýsi Žigo Feller a nabízel výměnu padělků československé pětistovky až do hodnoty 100 milionů. Tvrdil, že peníze jsou padělány určitou budapešťskou politickou skupinou. S vyslancem nakonec vymysleli plán. Feller měl jet do Československa s kurýry, kteří tam vymění padělky za pravé peníze za pomoci podplacených úředníků. Na nádraží na ně čekal překupník Josef Kun. Vydali se do Prahy. 18. prosince je v Praze na nádraží zatkli. Feller byl propuštěn prakticky hned. Kun byl odsouzen na 10 let, ale nakonec byl poslán do Maďarska.
Vyšetřování dokonce ukázalo, že vysoký policejní funkcionář Nádossy již jednou zabavené bankovky vracel Mészárosovi a ten je vracel do oběhu.

### Množství padělaných peněz
Falešné pětisetkoruny se k nám dostávaly ze zahraničí. Z Německa, Velké Británie, Polska, Rumunska, Rakouska, Maďarska, Francie a i odjinud – rozšiřovatelské gangy totiž rozhodily sítě po celé Evropě. Padělky pětisetkorun byly většinou směňovány za peníze jiných měn (většinou ale rakouské), a to jak ve větším množství, tak později pouze jako platidlo například za nákup. Nejméně (nepřímo – neví se určitě) bylo zhotoveno na 225 000 kusů padělků v nominální hodnotě 112,5 milionu korun. Avšak soupis zadržených padělků evidovaných v emisní bance čítal „jen“ 60 410 evidovaných padělků (30 205 000 korun).

### Škody z padělání peněz
Aféra nebyla postavena na neustálém vyšetřování, ale musely být podniknuty kroky, které by šíření padělků omezily. Proto pětisetkoruny I. emise přestaly být 31. srpna 1922 zákonným platidlem. Od 1. září 1922 do 31. srpna 1924 mohly být vyměňovány, ale pouze Bankovním úřadem, a to jak hlavním ústavem v Praze, tak jeho pobočkami. Nejvíce na padělání pětisetkorun nedoplatily bankovní domy, ale běžní lidé, kteří se k bankovkám dostali nevědomky. Ať už tím, že je dostali (plat), nebo někde rozměnili. Jakmile jim byla vyměněna suma za padělek, tak jim byla pětisetkoruna zabavena, ne vyměněna. Tyto skutečnosti mohly být pro většinu lidí fatální, protože to mohly být peníze, se kterými měli vyjít na celý měsíc.

### Omilostnění viníků
13. prosince 1921 byla všem udělena milost, kterou udělil sám rakouský prezident. Proslýchalo se, že to bylo za milionovou kauci od maďarského ministra zahraničních věcí hraběte Bánffyho a přímo angažovat se měl i ministerský předseda hrabě Bethlen. Prý vyšetřované omlouvalo, že jednali z politických důvodů a že škoda byla nahrazena, což nikdy nebyla. Jak se později ukázalo, tím, kdo vyšetřování zastavil byl jeden ze zapletených do této kauzy – policejní funkcionář Nádossy.

### Po odeznění aféry
Meszáros měl nejprve nejprve utéci z Maďarska, kde na něj byl vydán zatykač, do Turecka. V roce 1932 a 1933 informoval tisk, že se do Maďarska beztrestně vrátil a byl zaměstnán jako úředník Národního muzea v Budapešti.

## Československá pětisetkoruna I. emise (1919–1922)
Po vzniku Československé republiky bylo nutno vyřešit několik věcí pro chod státu. Jedním z nich byla záležitost měny. 25. února 1919 byla na zasedání Národního shromáždění odsouhlaseno založení vlastní československé měny. 10. dubna 1919 vyšel zákon 1887/1919 Sb., který určil za základní měnovou jednotku korunu československou. Do oběhu se tedy první československá papírová platidla I. emise. V červenci 1919 to byla stokoruna, v září koruna a pětikoruna, v říjnu pak pětisetkoruna. Pro nás důležitá pětisetkoruna měla rozměry 178x122 mm. Líc (avers) byl proveden hnědočerně, červeně a modře. Měl na sobě Muchův výjev rodiny slovanského dávnověku. Po obou stranách jsou v kruzích velké bílé číslice 500. Rub (revers) byl červený, hnědočerný a červený. Rubní straně dominují dva sokoli a ve věncích zemské znaky.
Hlavním znakem padělku byla chyba v nápisu na líci bankovky. „TATO STÁTOVKA VYDANÁ PODLE ZÁKONA ZE DNE 10. DUBNA 1919 Č. 187 SB. Z. A NAŘ. PLATÍ“ byl originální nápis. Na padělku však chyběl háček nad číslem zákona (C. 187). Padělané bankovky také nedosahovaly dokonalosti linií bankovky pravé. Přesto však oko běžného občana Československa padělek nemohlo poznat. Padělky byly hodnoceny jako velmi dobré.

## Účastníci aféry

### Hlavní aktér
Gyula Mészáros celou akci bezpochyby řídil. On sám nebyl padělatelem, padělky mu zhotovili najatí odborníci. K dispozici měl i rozšiřovatele padělků, od kterých pak dostával proměněné peníze zpět. Narodil se 28. března 1883 v Szakcsi. Byl to básník, etnograf, orientalista, univerzitní profesor. V letech 1904–1906 studoval v Istanbulu turečtinu. Roku 1906 se vydal s expedicí do jižní části Ruska, kde v Povolží, mezi Čuvaši a Tatary, hledal původní pravlast Maďarů. Těmito výzkumy si v odborném světě získal jméno. V roce 1909 získal v Budapešti doktorát z turečtiny a tatarštiny. Po skončení 1. světové války se najednou změnil. Místo vědecké činnosti se angažoval v hnutí, jehož cílem bylo zvrátit kolo dějin. Dohnalo ho to až k falzifikaci peněz.

### Další účastníci
Kromě již výše zmíněných byli do této aféry  zapleteni i vysocí funkcionáři a úředníci Maďarska. Hlavně z důvodu ztráty 71,5 % původní rozlohy Uher. Podle výpovědi svědků byla objednávka na padělky učiněna jistými maďarskými vojenskými úřady.
Podle slov tehdejšího ministra zahraničí Edvarda Beneše se na aféře podíleli i někteří významní úřední činitelé Maďarska. Na aféře se podíleli šéf zemské policie Nádossy (ten byl až do svého zatčení jakýmsi ministrem policie), dále úředníci Kurtz, Gerö a Haits a konečně ředitel poštovní spořitelny Baress a polní kurát biskup Zadravecz. Podle Beneše tato fakta dávají celé aféře ráz silně vnitřně politický. Beneš také tvrdil, že aféry se účastnili kromě výše uvedených i několik společensky a politicky vynikajících jednotlivců – princ Windischgraetz, viceprezident Národního Svazu a Svazu společenských organizací Josef Szörtsey, syn bývalého státního sekretáře Josef Andor a další. Výčet tolika jmen je jasným důkazem, že v aféře bylo zainteresováno hodně významných osob v Maďarsku.